# Edward Bates
Pour les articles homonymes, voir Bates.
Edward Bates, né le 4 septembre 1793 dans le comté de Goochland (États-Unis) et mort le 25 mars 1869 à Saint-Louis (États-Unis), est un juriste et homme politique américain. Membre du Parti whig puis du Parti républicain, il est procureur général des États-Unis entre 1861 et 1864 dans l'administration du président Abraham Lincoln, alors que se déroule la guerre de Sécession.
Très proche des idées de Lincoln, il a participé à la rédaction des Executive Orders de 1862 et 1863 de la Proclamation d'émancipation ainsi qu'à celle du XIIIe amendement.